# Joseph Dempsey
Pour les articles homonymes, voir Dempsey.
Joseph Francis Dempsey, né le 12 octobre 1875 à Philadelphie et mort le 7 août 1942 dans la même ville, est un rameur d'aviron américain. Il est membre du Vesper Boat Club, basé à Philadelphie, dans l'état de Pennsylvanie.
Il a remporté la médaille d'or en huit aux Jeux olympiques d'été de 1904 à Saint-Louis.